# Рудольфи, Фридрих Карл Людвиг
Фридрих Карл Людвиг Рудольфи (нем. Friedrich Karl Ludwig Rudolphi, 1801 — 1849) — немецкий ботаник и миколог.

## Научная деятельность
Фридрих Карл Людвиг Рудольфи специализировался на водорослях, семенных растениях и на микологии.